# Kāla
Kāla è una parola sanscrita per "tempo". Il termine denota un punto del tempo fisso o esatto (confronta ṛtú, kairos). Kāla è anche appellativo di alcune divinità.
La parola ha due significati:
- kāla significa "nero, di colore scuro, blu scuro..." ed ha una forma femminile che termina in ī – kālī – come menzionato in Pāṇini 4-1 , 42.
- kāla significa "un fissato o preciso punto del tempo, uno spazio di tempo, tempo... destino, fato... morto" e ha una forma femminile (si trova alla fine dei composti) che termina in ā, come quando viene menzionata in ṛgveda Prātiśākhya.

Secondo Monier-Williams kāla 2 viene dalla radice verbale kal "calcolare"; mentre la radice di kāla 1 è incerta, sebbene è possibile che sia la stessa.
Quando è stato applicato agli dei e alle dee, in opere come Devī Māhātmya e Skanda Purāṇa, kāla 1 e kāla 2 on sono prontamente distinguibili. Così Wendy Doniger, traducendo un dialogo tra Śiva e Pārvatī dal Skanda Purāṇa dice Mahākāla potrebbe significare " 'la Grande Morte'.... o 'il Grande Nero' ". E Swāmī Jagadīśvarānanda , un traduttore hindu di Devī Māhātmya , rende un composto femminile kāla-rātri (dove rātri significa "notte") come "notte oscura di periodica dissoluzione".
Come personificazione del Tempo, distruggendo ogni cosa, Kala è il dio della morte alle volte identificato con Yama. Come una tradizionale unità di tempo hindu, un kāla corrisponde alla novecentesima parte di un giorno, o 96 secondi.
Nella mitologia javanese, Kala è il dio della distruzione, marito di Durgā. Kala è rappresentato come un gigante, nato dallo sperma di Bathara Guru, il re degli dei.
Nello Borobudur, le porte sugli scalini sono ornate con una grande testa, rendendo il buco della serratura come una bocca aperta di un gigante. Molte altre porte nella tradizione javanese negli edifici tradizionali hanno questo tipo di ornamento. Forse il più dettagliato Volto Kala è nel lato sud del Candi Kalasan.